# Kuno Schiefer

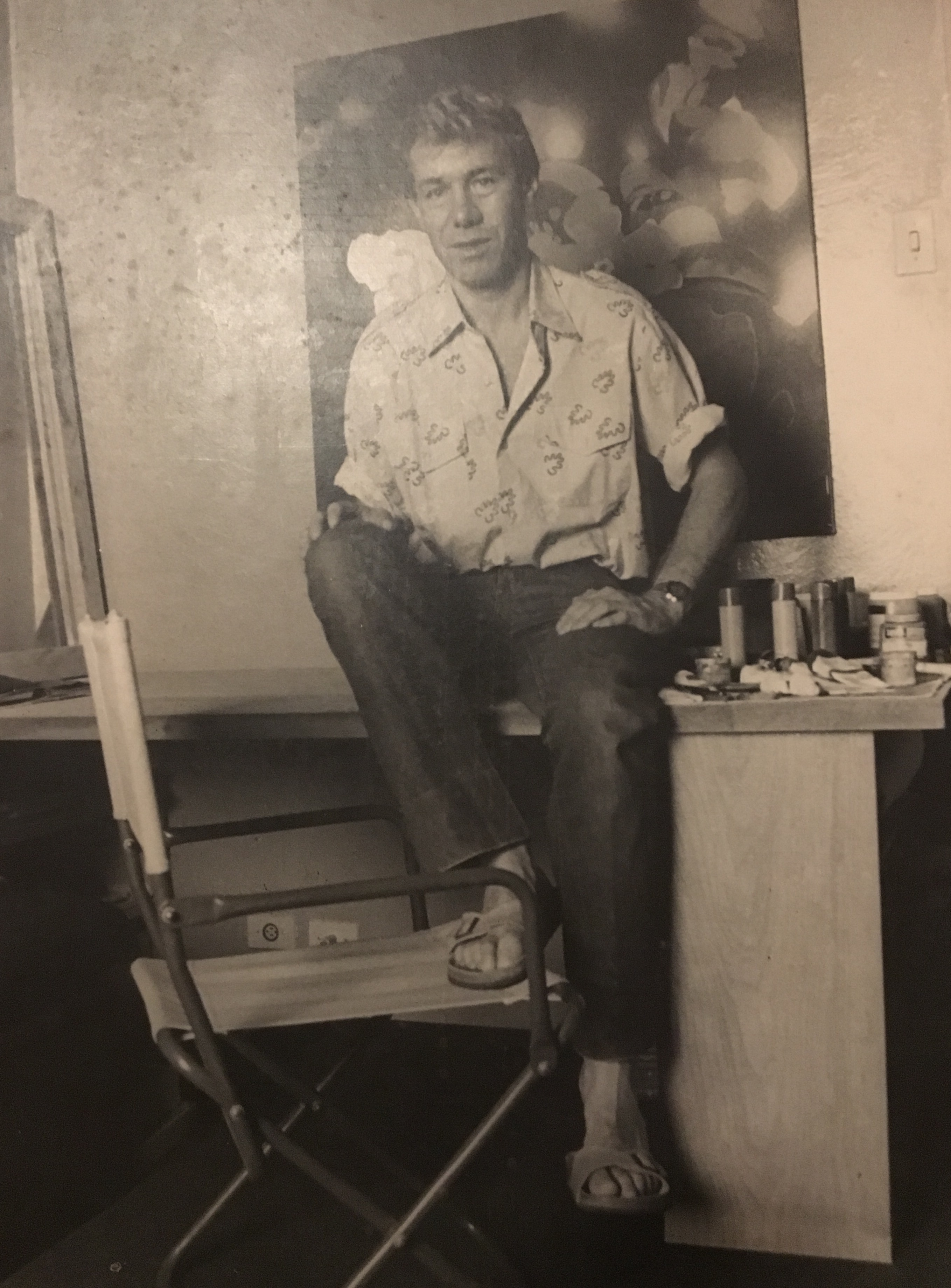
Kuno Schiefer (1984)

Kuno Schiefer (* 25. Mai 1948 in Stuttgart; † 15. Mai 1992 in São José dos Campos) war ein deutscher Maler und Grafiker. Sein Gesamtwerk umfasst Gemälde, Zeichnungen und Grafiken. Die Werke aus seiner Zeit in Brasilien sind geprägt von der brasilianischen Landschaft. 
Zu den bekanntesten Werken von Kuno Schiefer gehört das Gemälde Bunt (1987). Es ist eine große abstrakte Interpretation der brasilianischen Flora. 

## Leben
In Stuttgart geboren, verlebte er dort seine Kindheit. Mit 14 Jahren kam er 1963 nach Brasilien und lebte seitdem mit seiner Familie in São José dos Campos, einer Stadt zwischen Rio de Janeiro und São Paulo, wo sie sich nahe der Stadt auf dem Lande niederließen. Von 1964 bis 1968 besuchte er die Escola de Belas Artes de São José dos Campos.
Auch als Künstler war sein Anfang anders als der der meisten jungen brasilianischen Künstler. Es ist Brauch im Lande, dass die jungen Künstler ihre Arbeiten zu Wettbewerben und Ausschreibungen einschicken, bei denen eine Jury eine Auswahl trifft. Diese finden jährlich in verschiedenen brasilianischen Bundesstaaten statt. Der Prozess, den ein Künstler durchläuft, bis er vom Kunstmarkt aufgenommen wird, war für ihn eine kurze Etappe. Seine Entdeckung und Förderung verdankte er u. a. dem Maler Victor Arruda. Seine Arbeiten wurden bald in Galerien in São Paulo und Rio der Janeiro gezeigt und seit 1971 regelmäßig ausgestellt. Ab 1985 lebte er abwechselnd in Berlin und Brasilien.
Er verstarb 43-jährig in São José dos Campos.

## Werk
Die ersten Bilder von Kuno Schiefer zeigen vergrößerte Ausschnitte der Wirklichkeit in starken grellen Farben. Gebrauchsgegenstände, eine Ecke des Esszimmers, Möbel oder Utensilien bekamen durch den anderen Maßstab eine neue erzählerische Aussagekraft. Gegenstände des alltäglichen Lebens wurden später durch Gärten ersetzt und schließlich entwickelten sich seine Landschaften zu Ausschnitten von Blättern und Blüten im Vordergrund. Damals, nachdem Kuno Schiefer lange Zeit dieser Malerei treu geblieben war, entschloss er sich, seine Arbeitsperioden zwischen Europa und Brasilien zu teilen.
Typische Sujets seiner Malerei waren anfangs Blumen und vegetative Formen in intensiven Farben. Genau im Moment der Reflexion über seine Malerei, als er sich entschloss, wieder einen anderen Platz in Europa zu suchen, brachte ihn die zufällige Begegnung mit der Künstlerin Brigitte Heimann (* 1946) nach Berlin, die dort in den Gerichtshöfen ihr Atelier unterhielt.
Einige Monate waren noch nötig zu einem Entschluss, bis sich dann Kuno Schiefer endgültig für Berlin entschied. Diese Veränderung in seinem Lebensrhythmus hat sich in seinem Werk niedergeschlagen. 
Schiefer hatte in Berlin die Möglichkeit, mehr Malerei zu sehen und über Lichtverhältnisse und Arbeitsrhythmen nachzudenken. Der Wechsel des Breitengrades bereicherte die Komposition seiner neuen Bilder und verstärkte seine Erfahrung bezüglich Intensität und Farbauftrag. Diese disziplinierte Tätigkeit mit wechselseitigen Perioden zwischen Berlin und Brasilien bedeutete einen großen qualitativen Sprung. Sein Werk erhielt einen introspektiven Charakter, seine Bilder einen musikalischen Rhythmus, und der Bezug auf die Natur ist subjektiv geworden. Schiefer befreite sich von der erzählerischen Figuration. 
Jetzt aber zeigen sich in der aktuellen Auseinandersetzung in Berlin – mit der Materie, der Qualität der Malerei, der Transparenz des Pinselstriches in den Übermalungen sowie auf der anderen Seite mit der Erfahrung der Vielfalt des Lichtes und der Farben Brasiliens, neue Bezugspunkte. 
Die drei Fixpunkte seines Produktions- und Lebensraumes mit Rio de Janeiro, São Jose dos Campos und Berlin bestimmten Schiefer’s Farbauswahl. Obwohl die Arbeitssituationen in den verschiedenen Städten ganz anders sind, hat er es zu einer harmonischen Farb-Palette mit eigener Identität geschafft.
Neben den herkömmlichen Maltechniken verwendete er auch Acrylfarben in Airbrush-Technik, die seinen Bildern einen hyperrealistischen Eindruck geben. Für das Album O Canto da Amazônia von Wladimir Henrique schuf er unter Verwendung eines seiner Bildmotive das Cover.

## Ausstellungen
Der Lexikoneintrag von Walmir Ayala führt folgende Ausstellungen auf:
Personalausstellungen
- 1968 Escola de Belas Artes, São José dos Campos, SP (Ausstellung zum Studienabschluss);
- 1976 TWS Etagengalerie, Stuttgart;
- 1977 Galerie Dezon, Rio de Janeiro, RJ;
- 1977 Galeria do Sol, São Paulo, SP;
- 1977 Galeria VASP, São Paulo, SP (mit Katalogbroschüre);
- 1979 Galeria Murilo Berardo, Recife, PE;
- 1979 Galeria Parnaso, Brasília, DF;
- 1982 Galeria Projecta, São Paulo, SP;
- 1982 Galeria do Sol, São José dos Campos, SP;
- 1983 Galeria Saramenha, Rio de Janeiro, RJ;
- 1984 Galeria Alberto Bonfiglioli, São Paulo, SP;
- 1985 Galeria Ida e Anita, Curitiba, PR;
- 1985 Galerie Redmann, Berlin;
- 1987 Galerie Saramenha, Rio de Janeiro, RJ;
- 1987 Galerie Redmann, Berlin;[2]
- 1987 Galerie Elephas, Friedberg;
- 1988 AKZO, Arnhem, Niederlande;
- 1988 Galerie Art Forum, Hannover;
- 1989 Galeria Saramenha, Rio de Janeiro, RJ.

Ausstellungsbeteiligungen
- 1973 Bienal de Santos, Santos, SP;
- 1978 18. Arte e Pensamento Ecológico, Biblioteca Euclides da Cunha, Rio de Janeiro;
- 1979 1. Salão Nacional de Artes Plásticas (SNAP), Rio de Janeiro, RJ;
- 1979 4. Exposição de Belas Artes Brasil-Japão, mit Ausstellungen in Tokyo, São Paulo und Rio de Janeiro;
- 1980 1. Salão Paulista de Artes Plásticas e Visuais, São Paulo, SP;
- 1980 37. Salão Paranaense, Teatro Guaíra, Curitiba, PR;
- 1980 4. Salão de Artes de Pelotas, Pelotas, RS;
- 1981 34. Salão de Artes Plásticas de Pernambuco, Museu de Estado de Pernambuco (MEPE), Recife, PE;
- 1981 5. Exposição de Belas Artes Brasil-Japão, mit Ausstellungen in Japan, São Paulo und Rio de Janeiro;
- 1987 5. Salão Paulista de Arte Contemporânea, Pinacoteca do Estado de São Paulo, São Paulo;[3]
- 1988 Workshop Berlim, Museu de Arte de São Paulo (MASP), São Paulo, SP;
- 1992 1. A Caminho de Niterói: Coleção João Sattamini, Paço Imperial, Rio de Janeiro, RJ;
- 2005 Museu de Arte Brasileira da Fundação Armando Álvares Penteado (MAB), São Paulo, SP.[4]

## Veröffentlichungen, Katalogbände
Kuno Schiefer: Malerei, Pintura. Interviews von Casimiro Xavier de Mendonça mit Victor Andre Pinto de Arruda … Photographien Ingo Taubhorn. Galeria Saramenha, Rio de Janeiro 1989, ISBN 85-85273-01-1. Text deutsch und portugiesisch, Bibliografie S. 115–116.